# Norbert Michalowsky
Norbert Michalowsky (* 7. Juli 1957 in Greifswald; † 19. Januar 2025 ebendort) war ein deutscher Badmintonspieler.
1975 gewann er bei den DDR-Juniorenmeisterschaften eine Silber- und eine Bronzemedaille in den Doppeldisziplinen. Im gleichen Jahr startete er auch seine Karriere im ersten Greifswalder Team mit dem Gewinn der DDR-Mannschaftsmeisterschaft, acht weitere Titel bis 1987 sollten folgen. 1983 wurde sein erfolgreichstes Jahr, als er bei den DDR-Einzelmeisterschaften sowohl im Mixed als auch im Doppel die Bronzemedaille gewann. Zweimal trat Norbert Michalowsky für die Nationalmannschaft der DDR an.
Für sportliche Erfolge der Michalowsky-Großfamilie sorgten des Weiteren Ilona Michalowsky, Erfried Michalowsky, Edgar Michalowski, Lothar Michalowsky, Katja Michalowsky, Angela Michalowski und Petra Michalowsky.
Norbert Michalowsky wohnte auch nach seiner aktiven Badmintonkarriere in Greifswald und war bis in die 2010er Jahre gelegentlich in der Aufstellung seines Heimatteams zu finden. Ebenso war er bei regionalen und überregionalen Seniorenmeisterschaften aktiv. Seine letzten sportlichen Auftritte hatte er 2018 im Landespokal und bei den Landesmeisterschaften der Altersklassen Mecklenburg-Vorpommern.

## Nationale Titel
| Veranstaltung                | Saison    | Disziplin  | Sieger |
| ---------------------------- | --------- | ---------- | --- |
| DDR-Mannschaftsmeisterschaft | 1974/1975 | Mannschaft | Einheit Greifswald (Edgar Michalowski, Erfried Michalowsky, Norbert Michalowsky, Hubert Wagner, Klaus Müller, Michael Franz, Christine Zierath, Renate Thurow, Ilona Michalowsky)                                    |
| DDR-Mannschaftsmeisterschaft | 1975/1976 | Mannschaft | Einheit Greifswald (Edgar Michalowski, Erfried Michalowsky, Hans-Peter Apler, Klaus Müller, Uwe Kämmer, Norbert Michalowsky, Jürgen Brösel, Angela Michalowski, Christine Zierath, Renate Thurow, Ilona Michalowsky) |
| DDR-Mannschaftsmeisterschaft | 1976/1977 | Mannschaft | Einheit Greifswald (Edgar Michalowski, Erfried Michalowsky, Michael Franz, Norbert Michalowsky, Klaus Müller, Renate Thurow, Angela Michalowski, Christine Zierath)                                                  |
| DDR-Mannschaftsmeisterschaft | 1979/1980 | Mannschaft | Einheit Greifswald (Edgar Michalowski, Erfried Michalowsky, Michael Franz, Thomas Mundt, Klaus Müller, Norbert Michalowsky, Petra Michalowsky, Christine Zierath, Ilona Michalowsky, Angela Michalowski)             |
| DDR-Mannschaftsmeisterschaft | 1981/1982 | Mannschaft | Einheit Greifswald (Erfried Michalowsky, Edgar Michalowski, Thomas Mundt, Uwe Kämmer, Norbert Michalowsky, Birgit Kämmer, Petra Michalowsky, Ilona Michalowsky)                                                      |
| DDR-Mannschaftsmeisterschaft | 1982/1983 | Mannschaft | Einheit Greifswald (Erfried Michalowsky, Edgar Michalowski, Norbert Michalowsky, Thomas Mundt, Uwe Kämmer, Klaus Müller, Birgit Kämmer, Ilona Ryk)                                                                   |
| DDR-Mannschaftsmeisterschaft | 1983/1984 | Mannschaft | Einheit Greifswald (Erfried Michalowsky, Edgar Michalowski, Norbert Michalowsky, Thomas Mundt, Klaus Müller, Frank Brandenburg, Uwe Kämmer, Mike Joseph, Petra Michalowsky, Birgit Kämmer, Kerstin Bohn)             |
| DDR-Mannschaftsmeisterschaft | 1984/1985 | Mannschaft | Einheit Greifswald (Edgar Michalowski, Erfried Michalowsky, Norbert Michalowsky, Thomas Mundt, Birgit Kämmer) |
| DDR-Mannschaftsmeisterschaft | 1986/1987 | Mannschaft | Einheit Greifswald (Erfried Michalowsky, Edgar Michalowski, Thomas Mundt, Norbert Michalowsky, Mike Joseph, Petra Michalowsky, Birgit Kämmer)                                                                        |